# 具滋根
具 滋根（ク・ジャグン、朝鮮語: 구자근、1967年10月9日 - ）は、大韓民国の実業家、政治家。第9・10代慶尚北道議会議員、第21・22代韓国国会議員を歴任した。

## 経歴
慶尚北道亀尾市飛山洞出身。東国大学校大学院法学科修了（法学修士）。株式会社TAEWOONG社長・CEOを務めた後、亀尾市議会議員、セヌリ党所属の第9・10代慶尚北道議会議員、第21・22代国会議員を歴任した。2023年3月、金起炫国民の力代表により代表秘書室長に任命され、2025年3月時点で国民の力中央委員会首席副会長。

## エピソード
2005年に飲酒運転により150万ウォンの罰金刑を処されたことがある。そのため、具が代表秘書室長に任命された時、金代表は過去に他の政治家の飲酒運転を猛批判したことで、主張が前後一致しないという批判を受けた。
2011年、嶺南圏新空港の密陽案維持の広報のため、大邱から国会議事堂へのスーパーマラソンを企画した。
本をよく読むことで、2021年、国会図書館単行本貸出利用部門最優秀国会議員に選ばれた。
2023年1月1日、亀尾マラソン同好会の始走祭に出席した際、祭祀用の豚の頭に5万ウォンを差し込んだため、2024年に検察により公職選挙法違反の容疑で起訴された。
2025年、具の落選を目的として、虚偽事実を流布した地元マスコミの記者2人および情報提供者1人に対し、大邱地方法院はそれぞれ数百万ウォンの罰金刑を宣告した。